# Commodus discessus
Commodus discessus es una locución latina que puede traducirse como "fácil vía de salida" o también "cómoda retirata". Es una locución empleada en el derecho penal, en especial en el ámbito de la legítima defensa, incluido normalmente en el Código Penal. Según la ley, la legítima defensa no es necesaria cuando sea posible el llamado commodus discessus; en otros términos, cuando el sujeto pueda anular el peligro sin poner en riesgo su integridad física.
No importa que se trate de una fuga poco honorable, ni que el sujeto sea un militar uniformado o un joven que no desea parecer cobarde ante su pareja.